# برابوس
بلدية برابوس (بالإسبانية: Brabos) هي بلدية تقع في مقاطعة آبلة التابعة لمنطقة قشتالة وليون وسط إسبانيا.

## الديموغرافيا
يبلغ عدد سكان بلدية برابوس 58 نسمة عام 2011 (وفقاً للمعهد الوطني للإحصاء الإسباني).
| 76 | 70 | 68 | 65 | 61 | 60 | 58 |